# A Zalaegerszegi TE FC 2007–2008-as szezonja
Az egy évvel ezelőtti bajnokságban kiharcolt harmadik hely a UEFA Intertotó-kupában való indulást tette lehetővé a csapat számára.
A vezetőség új edzőt igazolt Slavko Petrović személyében, akitől a profi szemlélet meghonosítását és egy küzdeni, hajtani tudó és akaró csapat felépítését várták. A 48 éves tréner ezelőtt Waldhof Mannheim csapatánál dolgozott, aztán egy kisebb pihenő után fogadta el a zalai vezetők ajánlatát.
Közös célként a fiatalítást és egy két-három év múlva már a bajnoki cím esélyeseként fellépő csapat felépítését tűzték ki.
Ennek szellemében a tavalyi csapatból több alap- és "töltelékember" is távozott (lásd: távozók), egyes pletykák szerint nem kis részben az új edző kemény edzései és vasfegyelme miatt. Az első ember, Sorin Botis volt, aki fegyelmi vétsége miatt (engedély nélkül kihagyott egy délelőtti edzést) szankciókkal nézhetett szembe. Felvetődött az eltanácsolás gondolata is (talán pedagógiai szándékkal), de végül pénzbüntetés lett a vége.

## Előkészületi mérkőzések
A szezon kemény edzésmunkával kezdődött, az edzőmeccsekhez pedig jó képességű ellenfeleket sikerült lekötni. Így került sor az alábbi meccsekre:
| 2007. június 23. |

| Rapid Wien | 1 – 2   | Zalaegerszegi TE |
| ---------- | ------- | ---------------- |
| Bošković   | (1 – 0) | Lukács Diawara   |

| Bécsújhely Nézőszám: 2 500 Játékvezető: Ristić |

Rapid: Payer – Hiden (Eder), Tokic (Dober), Patocka – Thonhofer (Prokopić), Hofman (Sara), Kulovits (Harding), Bosković, Katzer (Korkmaz) – Bilić, Bazina (Hanikel)
ZTE: Pogacsics (Osbath) – Orman (Kocsárdi), Guldan (Csiszár), Kádár (Botis), Vulin (Rácz I.) – Tóth Z. (Simonfalvi), Molnár B., Máté (Horváth A.), Koplárovics (Bozsik) – Balázs (Diawara), Ramadani (Lukács T.)
| 2007. június 27. |

| Zalaegerszegi TE | 2 – 0   | Debreceni VSC |
| ---------------- | ------- | ------------- |
| Tóth Méyé        | (1 – 0) |               |

| Bük Nézőszám: 500 Játékvezető: Király Krisztián (magyar) |

ZTE: 1. félidő: Kovács Z. – Orman, Botis, Polgar, Vulin – Tóth Z., Molnár B., Kanjuk, Koplárovics – Ramadani, Waltner
2. félidő: Deli – Simonfalvi, Kádár, Polgar (Csiszár), Máté P. – Godaj, Bozsik, Kanjuk (Diawara), Balázs – Lukács T., Meye
DVSC: 1. félidő: Balogh J. – Nagy Z., Bíró, Szűcs, Szatmári – Dombi, Thierry, Spitzmüller, Nagy R. – Zsolnai, Faggyas (Szilágyi P.)
2. félidő: Verpecz – Bernáth, Komlósi, Mészáros, Takács Z. – Demjén, Vukmir, Kiss Z., Czvitkovics – Kouemaha, Sztojkov
| 2007. június 30. |

| Zalaegerszegi TE | 0 – 1   | NK Varaždin ŠN |
| ---------------- | ------- | -------------- |
|                  | (0 – 1) | Novinić        |

| Zalaegerszeg Nézőszám: 1 500 Játékvezető: Kiss N. (magyar) |

ZTE: Pogacsics (Deli) – Horman (Lukács T.), Polgár (Csiszár), Botis (Kádár T.), Máté (Bogdanovic) – Tóth Z. (Simonfalvi), Molnár B. (Bozsik), Bulic, Koplárovics (Balázs Zs.) – Ramadani (Vasic), Waltner (Meye)
| 2007. október 12. |

| Zalaegerszegi TE | 1 – 0   | Slaven Belupo |
| ---------------- | ------- | ------------- |
| Méyé             | (1 – 0) |               |

| Zalaegerszeg Nézőszám: 600 Játékvezető: Király Krisztián (magyar) |

ZTE: Babalj (Pogacsics) – Dudić (Sámson), Miljatović (Rácz), Polgár (Botis), Vulin - Tóth Z. (Simonfalvi), Máté (Fülöp), Davidov (Kottán), Koplárovics (Balázs) – Pekić (Sági), Meye (Molnár T.)
Slaven Belupo: Ivesa (Bulic) – Bosnjak, Kokalovic, Poldrugac, Bozac (Prpic)- Somoci (Juric), Sopic (Posavec), Poljak (Radicek), Delic (Caval) – Vrucina, Tepuric (Kresinger)
Ezt a gálamérkőzést a legutóbbi időkben a csapattól eltávozó, a klubhoz szoros kötelékkel fűződő játékosok búcsúztatójaként rendezték (Varga Zoltán, Sebők Vilmos, Sebők József, Kocsárdi Gergely, Nagy Lajos, Lendvai Miklós, Csóka Zsolt, Darko Ljubojević). Az ellenfél a horvát bajnokság 4. helyén álló NK Slaven Belupo volt.

## Intertotó-kupa
Ezután következett a nagy érdeklődéssel várt párharc az orosz Rubin Kazany ellen az Intertotó-kupában. A mérkőzés hetében nagy mozgolódás volt a csapat háza táján, 9 játékos érkezett a csapathoz. Közülük 5 játékost tudott a klub nevezni utólag a meccsre: Lukács Tihamért, Peter Polgárt, Mamadou Diawarát, Tóth Norbertet, illetve a "régiek" közül Martin Lipcakot.
| 2007. július 7. |

| Zalaegerszegi TE | 0 – 3   | Rubin Kazany |
| ---------------- | ------- | ------------ |
|                  | (0 – 1) | Volkov       |

| ZTE Aréna, Zalaegerszeg Nézőszám: 5 500 Játékvezető: Robert Schörgenhofer (osztrák) |

ZTE: Lipcak – Tóth Z. (Balázs), Polgár, Botis, Kádár – Simonfalvi, Molnár B. (Tóth N.), Máté P., Koplárovics – Waltner, Diawara (Lukács)
Rubin Kazany: Kolinko – Szalukvadze, Gabriel, Narde, Szinyov – Sibaya, Ryazantsev, Vasiljev, Gatskan (Noboa), Volkov (Fabio) – Bajramov
| 2007. július 14. |

| Rubin Kazany | 2 – 0   | Zalaegerszegi TE |
| ------------ | ------- | ---------------- |
| Volkov Narde | (1 – 0) |                  |

| Kazany Nézőszám: 7 000 Játékvezető: Augustus V. Constantin (román) |

Rubin Kazany: Kolinko – Fedorov, Gabriel, Sinev, Narde – Sibaya, Noboa, Ryazantsev, Vasiljev – Volkov, Bajramov (Nesterenko)
ZTE: Pogacsics – Simonfalvi, Botis, Polgár, Kádár – Tóth Z., Bozsik (Horváth A.), Máté, Koplárovics – Balázs Zs. (Diawara), Waltner
Az előzetes várakozásoknak megfelelően a jobb képességű labdarúgókból álló tatárföldi csapat jutott tovább 0-5-ös összesítéssel. A nemzetközi szereplés végeztével a ZTE teljes figyelmével a kezdődő magyar bajnokságra koncentrálhatott.

## Bajnokság

### Őszi fordulók
Július 20-án a Paks elleni összecsapással megkezdődött a 2007–2008-as bajnoki szezon.
| 1. forduló 2007. július 20. 19:00 |

| Zalaegerszegi TE                                | 3 – 1               | Paksi FC                                             |
| ----------------------------------------------- | ------------------- | ---------------------------------------------------- |
| Tóth 45' Waltner 60' 90+3' (11-esből) Vulin 86' | (1 – 1) Jegyzőkönyv | Márkus 6' Zováth 20' Kiss 41' Tököli 84' Balaskó 88′ |

| ZTE Aréna, Zalaegerszeg Nézőszám: 4 500 Játékvezető: Arany Tamás (magyar) |

ZTE: Babalj – Dudić, Miljatović (Kádár), Polgár, Vulin – Tóth Z. (Simonfalvi), Molnár B. (Tóth N.), Máté, Koplárovics – Pekič, Waltner
Paks: Kovács A. – Molnár Z., Salamon, Éger, Hanák – Kiss T., Zováth (Tököli), Heffler (Balaskó), Báló – Márkus, Horvát F. (Tamási)
A mérkőzésen először lépett bajnoki meccsen pályára a ZTE színeiben Babalj, Vulin, Dudić, Miljatović, Polgár, Tóth Norbert és Pekić is. Molnár Balázs a 24. percben összeesett, mint később kiderült egy Zováth Jánossal való ütközés során szegyrepedést szenvedett, több hetes kényszerpihenő várt rá. Így az edzés közben részleges combizomszakadást szenvedő Botissal együtt már két meghatározó játékos kellett nélkülözni a keretből. Miljatović-csal különös baleset történt: mérkőzés előtt belenyúlt egy ventilátorba, csuklótörést szenvedett.
| 2. forduló 2007. július 27. 19:00 |

| Újpest            | 1 – 1               | Zalaegerszegi TE                                       |
| ----------------- | ------------------- | ------------------------------------------------------ |
| Foxi 61' Pető 81' | (0 – 1) Jegyzőkönyv | Tóth 45' Vulin 56' Miljatovič 80' Davidov 82' Máté 89' |

| Szusza Ferenc Stadion, Budapest Nézőszám: 4 223 Játékvezető: Solymosi Péter (magyar) |

Újpest: Balajcza - Regedei, Vermes, Böjte, Sadjo - Sándor Gy. (Li Do Kvon), Habi, Tisza (Kovács Z.), Foxi, Radulovic (Pető) – Rajczi
ZTE: Babalj – Dudić, Miljatović, Polgár, Vulin – Tóth Z. (Simonfalvi), Tóth N. (Davidov), Máté, Koplárovics – Pekič (Kádár), Waltner (Diawara)
A magyar átlagnál jobb, hajtósabb mérkőzésen mindkét csapat számára értékes eredmény született. A mérkőzésen először lépett bajnoki meccsen pályára a ZTE színeiben Diawara és Davidov.
| 3. forduló 2007. augusztus 3. 19:00 |

| Zalaegerszegi TE                                                      | 4 – 1               | Diósgyőr                         |
| --------------------------------------------------------------------- | ------------------- | -------------------------------- |
| Pekič 17' Waltner 69' 81' (11-esből) Vulin 85' Polgár 59' Davidov 82' | (1 – 1) Jegyzőkönyv | Douva 28' Farkas 61′ Lakatos 80' |

| ZTE Aréna, Zalaegerszeg Nézőszám: 5 500 Játékvezető: Andó-Szabó Sándor (magyar) |

ZTE: Babalj – Dudić, Miljatović, Polgár, Vulin – Davidov, Tóth N. (Majoros), Máté, Koplárovics (Diawara) – Pekič, Waltner (Balázs Zs.)
DVTK: Köteles - Farkas N., Elek, Vámosi, Hegedűs Gy. – Sipeki (Rebecsák), Vitelki, Lakatos, Fodor - Simon (Kállai), Douva
"A piros lap egy kis segítséget jelentett, de ha ez nem jön, akkor annyit változtatott volna helyzeten, hogy szorosabb lett volna a mérkőzés. Ezt a meccset megnyertük, de nem érdemes olyan nagyra értékelni, mint amekkora a győzelem aránya." -nyilatkozta Slavko Petrovics a meccs után.
Bajnoki mérkőzésen most lépett először a ZTE színeiben pályára Majoros Árpád.
| 4. forduló 2007. augusztus 11. 15:00 |

| Debreceni VSC                                           | 3 – 2               | Zalaegerszegi TE                                         |
| ------------------------------------------------------- | ------------------- | -------------------------------------------------------- |
| Dzsudzsák 19' 55' 72' Demjén 53' Vukmir 19' Bernáth 20' | (1 – 2) Jegyzőkönyv | Koplárovics 30' Pekič 43' Polgár 14' Vulin 35' Dudić 72' |

| Oláh Gábor utcai stadion, Debrecen Nézőszám: 7 000 Játékvezető: Fábián Mihály (magyar) |

DVSC: Balogh - Bernáth (Sándor), Komlósi (Demjén), Mészáros, Szűcs (Kerekes) – Kiss, Vukmir, Leandro, Dzsudzsák - Sidibe, Kouemaha
ZTE: Babalj – Dudić (Lukács), Miljatović, Polgár, Vulin – Tóth Z. (Diawara), Davidov, Máté, Koplárovics (Tóth N.) – Pekič, Waltner
Az idény első vereségét szenvedte el a ZTE a bajnok otthonában. A Debrecen középpályásainak távolról szerzett góljaival győzött. Bajnoki mérkőzésen most lépett először pályára a ZTE színeiben Lukács Tihamér.
| 5. forduló 2007. augusztus 18. 19:00 |

| Zalaegerszegi TE | 2 – 0               | BFC Siófok            |
| ---------------- | ------------------- | --------------------- |
| Waltner 51' 68'  | (0 – 0) Jegyzőkönyv | Tusori 66' Eugène 89' |

| ZTE Aréna, Zalaegerszeg Nézőszám: 6 000 Játékvezető: Berger József (magyar) |

ZTE: Babalj – Dudić , Miljatović, Polgár, Kádár (Koplárovics) – Diawara, Davidov (Majoros), Máté, Tóth N. – Pekič (Simonfalvi), Waltner
Siófok: Hegedűs - Miklósvári, Kuttor, Forgács, László - Homonyik, Tusori, Kanta Sz., Fomumbod, Melczer - Gajda (Lipcsei R.)
Waltner Róbert újabb hazai duplájával magabiztosan nyert a ZTE.
| 6. forduló 2007. augusztus 25. 19:00 |

| Zalaegerszegi TE | 0 – 0               | Győri ETO                       |
| ---------------- | ------------------- | ------------------------------- |
|                  | (0 – 0) Jegyzőkönyv | Šupić 17' Bajzát 28' Müller 55' |

| ZTE Aréna, Zalaegerszeg Nézőszám: 8 000 Játékvezető: Szilasi Szabolcs (magyar) |

ZTE: Babalj – Dudić , Miljatović, Polgár, Kádár (Koplárovics) – Diawara, Davidov (Majoros), Máté, Tóth N. – Pekič (Simonfalvi), Waltner
Győr: Stevanovic - Müller, Stark, Supic, Völgyi (Varga R.) – Nikolov (Tokody), Bank, Jäkl, Józsi - Bogdanovic (Kovács Z.), Bajzát
| 7. forduló 2007. szeptember 3. 18:00 |

| MTK Budapest                                           | 4 – 1               | Zalaegerszegi TE             |
| ------------------------------------------------------ | ------------------- | ---------------------------- |
| Urbán 22' Bori 75' 75' Kanta 85' Szabó 90' Kulcsár 37' | (1 – 1) Jegyzőkönyv | Pekič 13' Vulin 40' Máté 41' |

| Hidegkuti Nándor Stadion, Budapest Nézőszám: 1 500 Játékvezető: Bede Ferenc (magyar) |

MTK: Végh - Rodenbücher, Lambulics, Pintér, Pollák (Szekeres) – Pál (Kecskés), Szabó, Pátkai, Kulcsár (Bori) – Kanta, Urbán
ZTE: Babalj – Dudić, Miljatović, Polgár, Vulin – Lukács (Meye), Davidov (Molnár B), Máté, Koplárovics – Pekič, Diawara
Bajnoki mérkőzésen most lépett először pályára a ZTE színeiben Roguy Meye. Kiegyenlített első félidő után az MTK a mérkőzés hajrájában lőtt góljaival nyert.
| 8. forduló 2007. szeptember 15. 18:00 |

| Zalaegerszegi TE                                           | 2 – 1               | Kaposvári Rákóczi                     |
| ---------------------------------------------------------- | ------------------- | ------------------------------------- |
| Waltner 13' 32' Miljatovič 2' Dudić 9' Polgár 19' Máté 51' | (2 – 1) Jegyzőkönyv | Zahorecz 2' (11-esből) 86′ Maróti 41' |

| ZTE Aréna, Zalaegerszeg Nézőszám: 4 000 Játékvezető: Vad II. István (magyar) |

ZTE: Babalj – Dudić, Miljatović, Polgár, Máté – Lukács (Tóth Z.), Davidov (Koplárovics), Molnár B., Tóth N. – Pekič (Meye), Waltner
Kaposvár: Milinte - Grúz, Graszl (Da Silva), Zahorecz, Pintér - Pest, Vasiljevics, Maróti, Szakály P. – Oláh, Alves
Gyors vendéggól után Waltner újabb duplájával megfordította a mérkőzést a ZTE.
| 9. forduló 2007. szeptember 21. 19:00 |

| Budapest Honvéd                     | 2 – 1               | Zalaegerszegi TE                           |
| ----------------------------------- | ------------------- | ------------------------------------------ |
| Abraham 31' Bárányos 47' Vincze 80' | (1 – 1) Jegyzőkönyv | Tóth 32' 17' Dudić 67′ Molnár 68' Méyé 85' |

| Bozsik József Stadion, Budapest Nézőszám: 1 500 Játékvezető: Iványi Zoltán (magyar) |

Honvéd: Tóth I. – Schindler, Benjamin, Smiljanić, Tóth B. – Berdó (Diego), Vincze G., Bárányos, Ivancsics - Hercegfalvi (Magasföldi), Abraham (Abass)
ZTE: Babalj – Dudić, Miljatović, Kádár, Vulin – Tóth Z. (Lukács), Davidov, Molnár B, Tóth N. (Diawara), – Pekič (Koplárovics), Meye
Újabb idegenbeli vereségét szenvedte el a Waltner távozása után meggyengült csapat. Tóth Balázs szándékos megrúgásáért Dudić piros lapot kapott.
| 10. forduló 2007. szeptember 28. 19:00 |

| Zalaegerszegi TE                                                | 3 – 3               | Vasas                                                                 |
| --------------------------------------------------------------- | ------------------- | --------------------------------------------------------------------- |
| Méyé 15' 76' (11-esből) Tóth 67' (11-esből) Molnár 8' Vulin 43' | (1 – 1) Jegyzőkönyv | Tóth 26' 84' Sowunmi 81' Németh 42' B. Tóth 77' Balog 88' Lázok 90+4' |

| ZTE Aréna, Zalaegerszeg Nézőszám: 2 200 Játékvezető: Mészáros István (magyar) |

ZTE: Babalj – Máté, Miljatović, Kádár, Vulin (Polgár) – Tóth Z. (Koplárovics), Davidov, Molnár B., Tóth N., – Pekič (Diawara), Meye
Vasas: Németh G. – Balog, Pandur (Tandari), Tóth A., Kiss K. – Kincses, Pavicevic, Somorjai (B. Tóth), Németh N.(Rebryk) – Sowunmi, Lázok
| 11. forduló 2007. október 6. 15:00 |

| Nyíregyháza Spartacus                      | 2 – 1               | Zalaegerszegi TE                           |
| ------------------------------------------ | ------------------- | ------------------------------------------ |
| Cornaci 70' 67' Vukadinović 78' Bagoly 34' | (0 – 1) Jegyzőkönyv | Koplárovics 2' Méyé 40' Tóth 45' Vulin 56' |

| Nyíregyháza Városi Stadion, Nyíregyháza Nézőszám: 5 000 Játékvezető: Pánczél Krisztián (magyar) |

Nyíregyháza: Lazareanu - Zaleh, Bagoly, Ambrusz (Perényi), Cornaci - Lippai, Minczér, Zabos (Miskolczi), Sava (Vukadinovics) – George, Szilágyi
ZTE: Babalj - Máté, Polgár, Miljatović, Vulin - Tóth Z. (Lukács), Davidov (Balázs), Molnár B., Tóth N. (Pekič), Koplárovics - Meye
Két potyagóllal tarkított mérkőzésen nyert a helyzeteit jobban kihasználó hazai csapat.
| 12. forduló 2007. október 20. 18:00 |

| Zalaegerszegi TE                                               | 4 – 1               | FC Tatabánya |
| -------------------------------------------------------------- | ------------------- | ------------ |
| Pekič 18' Méyé 20' Koplárovics 28' Miljatovič 53' 89' Tóth 90' | (3 – 1) Jegyzőkönyv | Hajdú 13'    |

| ZTE Aréna, Zalaegerszeg Nézőszám: 2 300 Játékvezető: Szabó Zsolt (magyar) |

ZTE: Babalj – Dudić, Miljatović, Kádár, Máté – Tóth Z., Davidov (Tóth N.), Molnár B., Koplárovics (Balázs) – Pekič (Lukács), Meye
Tatabánya: Herbert - Pastva, Farkas V. (Ferenczi), Balogh B., Caugherty - Kriston (Perez), Sándor I., Megyesi, Hajdú - Weisz, Takács M. (Horváth P.)
Gyors vendéggól után fordított a ZTE, majd magabiztosan győzött.
| 13. forduló 2007. november 3. 13:30 |

| Rákospalotai EAC               | 1 – 2               | Zalaegerszegi TE                         |
| ------------------------------ | ------------------- | ---------------------------------------- |
| Pusztai 8' Rása 26' Kovács 76' | (1 – 1) Jegyzőkönyv | Tóth 18' Méyé 76' (11-esből) Dudić 90+2' |

| Budai II László Stadion, Budapest Nézőszám: 600 Játékvezető: Fábián Mihály (magyar) |

| 14. forduló 2007. november 10. 16:00 |

| Zalaegerszegi TE                                             | 4 – 0               | FC Sopron                      |
| ------------------------------------------------------------ | ------------------- | ------------------------------ |
| Méyé 38' 76' (11-esből) Kádár 81' Koplárovics 85' Molnár 68' | (1 – 0) Jegyzőkönyv | Takács 75' Zana 84' Csikós 87' |

| ZTE Aréna, Zalaegerszeg Nézőszám: 3 500 Játékvezető: Bognár Tamás (magyar) |

- A mérkőzést törölték és 3–0-val a Zalaegerszegi TE-nek került jóváírásra.

| 15. forduló 2007. november 24. 13:00 |

| FC Fehérvár                           | 2 – 0               | Zalaegerszegi TE                |
| ------------------------------------- | ------------------- | ------------------------------- |
| Dvéri 31' 33' Farkas 80' Csobánki 72' | (1 – 0) Jegyzőkönyv | Miljatovič 1' Máté 61' Tóth 71' |

| Sóstói Stadion, Székesfehérvár Nézőszám: 1 000 Játékvezető: Solymosi Péter (magyar) |

### Tavaszi fordulók
| 16. forduló 2008. február 23. 16:00 |

| Paksi FC | 0 – 3               | Zalaegerszegi TE                                                     |
| -------- | ------------------- | -------------------------------------------------------------------- |
| Éger 80' | (0 – 2) Jegyzőkönyv | Méyé 11' 22' Balázs 75' Botis 20' Koplárovics 40' Vulin 50' Tóth 73' |

| Fehérvári úti stadion, Paks Nézőszám: 500 Játékvezető: Iványi Zoltán (magyar) |

| 17. forduló 2008. február 29. 19:00 |

| Zalaegerszegi TE                                         | 4 – 1               | Újpest                          |
| -------------------------------------------------------- | ------------------- | ------------------------------- |
| Zatara 15' 58' Waltner 19' Méyé 44' Vulin 76' Molnár 81' | (3 – 0) Jegyzőkönyv | Tisza 55' Haman 5' Dourandi 81' |

| ZTE Aréna, Zalaegerszeg Nézőszám: 6 850 Játékvezető: Arany Tamás (magyar) |

| 18. forduló 2008. március 8. 16:00 |

| Diósgyőr                | 1 – 1               | Zalaegerszegi TE                            |
| ----------------------- | ------------------- | ------------------------------------------- |
| Sebők 90+1' Vitelki 46' | (0 – 0) Jegyzőkönyv | Waltner 59' 83' Miljatovič 17' Molnár 90+2' |

| DVTK-stadion, Miskolc Nézőszám: 3 500 Játékvezető: Bede Ferenc (magyar) |

| 19. forduló 2008. március 15. 15:00 |

| Zalaegerszegi TE   | 1 – 2               | Debreceni VSC                      |
| ------------------ | ------------------- | ---------------------------------- |
| Botis 35' Méyé 11' | (1 – 1) Jegyzőkönyv | Dombi 43' Czvitkovics 69' Máté 17' |

| ZTE Aréna, Zalaegerszeg Nézőszám: 8 500 Játékvezető: Solymosi Péter (magyar) |

| 20. forduló 2008. március 22. 16:00 |

| BFC Siófok     | 1 – 1               | Zalaegerszegi TE                    |
| -------------- | ------------------- | ----------------------------------- |
| Magasföldi 85' | (0 – 0) Jegyzőkönyv | Waltner 71' Máté 49' Miljatovič 80' |

| Révész Géza utcai stadion, Siófok Nézőszám: 800 Játékvezető: Iványi Zoltán (magyar) |

| 21. forduló 2008. március 29. 15:00 |

| Győri ETO                                 | 3 – 2               | Zalaegerszegi TE                              |
| ----------------------------------------- | ------------------- | --------------------------------------------- |
| Pákolicz 27' Brnović 32' 90+3' Völgyi 88' | (2 – 0) Jegyzőkönyv | Waltner 68' 71' Polgár 47' Botis 77' Méyé 83' |

| ETO Park, Győr Nézőszám: 4 000 Játékvezető: Arany Tamás (magyar) |

| 22. forduló 2008. április 4. 19:00 |

| Zalaegerszegi TE | 0 – 1               | MTK Budapest                             |
| ---------------- | ------------------- | ---------------------------------------- |
| Molnár 65'       | (0 – 1) Jegyzőkönyv | Hrepka 14' Pintér 37' Pál 55' Pollák 57' |

| ZTE Aréna, Zalaegerszeg Nézőszám: 3 500 Játékvezető: Bede Ferenc (magyar) |

| 23. forduló 2008. április 14. 18:00 |

| Kaposvári Rákóczi              | 0 – 2               | Zalaegerszegi TE                                       |
| ------------------------------ | ------------------- | ------------------------------------------------------ |
| Pintér 38' Petrók 65' Grúz 74' | (0 – 1) Jegyzőkönyv | Méyé 5' 45' Waltner 65' (11-esből) Zatara 58' Máté 84' |

| Rákóczi Stadion, Kaposvár Nézőszám: 3 000 Játékvezető: Bognár Tamás (magyar) |

| 24. forduló 2008. április 21. 18:00 |

| Zalaegerszegi TE                                             | 2 – 1               | Budapest Honvéd                |
| ------------------------------------------------------------ | ------------------- | ------------------------------ |
| Waltner 72' 88' Méyé 16' Miljatovič 18' Molnár 36' Botis 60' | (0 – 1) Jegyzőkönyv | Abass 36' Benjamin 3' Koós 83' |

| ZTE Aréna, Zalaegerszeg Nézőszám: 1 800 Játékvezető: Vad II. István (magyar) |

| 25. forduló 2008. április 25. 19:00 |

| Vasas                                    | 1 – 0               | Zalaegerszegi TE              |
| ---------------------------------------- | ------------------- | ----------------------------- |
| Kincses 63' 63' Balog 41' Unierzyski 68' | (0 – 0) Jegyzőkönyv | Vlaszák 8' Pekič 85' Máté 86' |

| Illovszky Rudolf Stadion, Budapest Nézőszám: 1 000 Játékvezető: Sulyok Gergely (magyar) |

| 26. forduló 2008. május 3. 19:00 |

| Zalaegerszegi TE | 0 – 0               | Nyíregyháza Spartacus                |
| ---------------- | ------------------- | ------------------------------------ |
| Botis 40'        | (0 – 0) Jegyzőkönyv | Cséke 25' Mboussi 41' Luis Ramos 80' |

| ZTE Aréna, Zalaegerszeg Nézőszám: 2 700 Játékvezető: Szilasi Szabolcs (magyar) |

| 27. forduló 2008. május 10. 19:00 |

| FC Tatabánya | 0 – 2               | Zalaegerszegi TE                             |
| ------------ | ------------------- | -------------------------------------------- |
|              | (0 – 2) Jegyzőkönyv | Waltner 3' Miljatovič 28' Vulin 72' Tóth 84' |

| BVSC Stadion, Budapest Nézőszám: zárt kapus Játékvezető: Andó-Szabó Sándor (magyar) |

| 28. forduló 2008. május 17. 19:00 |

| Zalaegerszegi TE                                   | 3 – 3               | Soproni REAC                |
| -------------------------------------------------- | ------------------- | --------------------------- |
| Zatara 75' Kapcsos 77' (öngól) Waltner 90+3' 90+3' | (0 – 1) Jegyzőkönyv | Somorjai 27' 73' Kovács 85' |

| ZTE Aréna, Zalaegerszeg Nézőszám: 3 500 Játékvezető: Bognár Tamás (magyar) |

| 29. forduló 2008. május 25. |

| FC Sopron | 0 – 3               | Zalaegerszegi TE |
| --------- | ------------------- | ---------------- |
|           | (0 – 0) Jegyzőkönyv |                  |

| Káposztás utcai Stadion, Sopron |

- A mérkőzést törölték és 3–0-val a Zalaegerszegi TE-nek került jóváírásra.

| 30. forduló 2008. június 2. 18:00 |

| Zalaegerszegi TE     | 1 – 3               | FC Fehérvár                        |
| -------------------- | ------------------- | ---------------------------------- |
| Pekič 73' Polgár 45' | (0 – 1) Jegyzőkönyv | Horváth 42' 90' Nagy 51' Sitku 83' |

| ZTE Aréna, Zalaegerszeg Nézőszám: 1 100 Játékvezető: Solymosi Péter (magyar) |

### A bajnokság végeredménye
|    | Csapat                | Játszott | Gy | D  | V  | LG | KG | GK  | Pont |
| -- | --------------------- | -------- | -- | -- | -- | -- | -- | --- | ---- |
| 1  | MTK Budapest          | 30       | 20 | 6  | 4  | 65 | 22 | +43 | 66   |
| 2  | Debreceni VSC         | 30       | 19 | 7  | 4  | 67 | 27 | +40 | 64   |
| 3  | Győri ETO             | 30       | 17 | 9  | 4  | 66 | 34 | +32 | 60   |
| 4  | Újpest                | 30       | 16 | 7  | 7  | 57 | 40 | +17 | 55   |
| 5  | FC Fehérvár           | 30       | 17 | 3  | 10 | 48 | 32 | +16 | 54   |
| 6  | Kaposvári Rákóczi     | 30       | 15 | 8  | 7  | 50 | 37 | +13 | 53   |
| 7  | Zalaegerszegi TE      | 30       | 13 | 7  | 10 | 55 | 39 | +15 | 46   |
| 8  | Budapest Honvéd       | 30       | 12 | 7  | 11 | 45 | 36 | +11 | 43   |
| 9  | Nyíregyháza Spartacus | 30       | 12 | 6  | 12 | 36 | 36 | 0   | 42   |
| 10 | Vasas                 | 30       | 12 | 5  | 13 | 42 | 45 | –3  | 41   |
| 11 | Paksi FC              | 30       | 10 | 9  | 11 | 53 | 50 | +3  | 39   |
| 12 | Rákospalotai EAC      | 30       | 8  | 9  | 13 | 44 | 58 | –14 | 33   |
| 13 | BFC Siófok            | 30       | 7  | 8  | 15 | 36 | 46 | –10 | 29   |
| 14 | Diósgyőr              | 30       | 5  | 13 | 12 | 45 | 63 | –18 | 28   |
| 15 | FC Tatabánya¹         | 30       | 3  | 4  | 23 | 37 | 92 | –55 | 13   |
| 16 | FC Sopron²            | törölve  |    |    |    |    |    |     |      |

* Gy: Győzelem D: Döntetlen V: Vereség LG: Lőtt gól KG: Kapott gól GK: Gólkülönbség
|  | A Bajnokok Ligája selejtezőjének második körébe jut     |
|  | Az UEFA-kupa selejtezőjének első fordulójába jut        |
|  | UEFA Intertotó Kupa selejtezőjének első fordulójába jut |
|  | Kiesők                                                  |

¹Az FC Tatabánya a 2008/09-es bajnokságra nem kért licencet.

²Jogerős licencmegvonás, és így kizárva a bajnokságból.

### A csapat helyezései fordulónként és százalékos teljesítménye
| 1.   | 2.  | 3.  | 4.  | 5.  | 6.  | 7.  | 8.  | 9.  | 10. | 11. | 12. | 13. | 14. | 15. |
| 3.   | 6.  | 3.  | 6.  | 3.  | 4.  | 7.  | 6.  | 7.  | 7.  | 9.  | 6.  | 6.  | 6.  | 7.  |
| 100% | 67% | 77% | 58% | 67% | 61% | 52% | 58% | 51% | 50% | 45% | 50% | 53% | 57% | 53% |

| 16. | 17. | 18. | 19. | 20. | 21. | 22. | 23. | 24. | 25. | 26. | 27. | 28. | 29. | 30. |
| 7.  | 7.  | 7.  | 7.  | 7.  | 8.  | 8.  | 8.  | 7.  | 7.  | 7.  | 7.  | 7.  | 7.  | 7.  |
| 56% | 59% | 57% | 54% | 53% | 51% | 49% | 51% | 53% | 51% | 50% | 52% | 51% | 53% | 51% |

### Az eredmények összesítése
Az alábbi táblázatban összesítve szerepelnek a Zalaegerszegi TE FC 2007/08-as bajnokságban elért eredményei.
| Ősz/tavasz (forduló)    | Otthon | Otthon | Otthon | Otthon | Otthon | Otthon | Otthon | Idegenben | Idegenben | Idegenben | Idegenben | Idegenben | Idegenben | Idegenben |
| Ősz/tavasz (forduló)    | M      | GY     | D      | V      | LG–KG  | GK     | P      | M         | GY        | D         | V         | LG–KG     | GK        | P         |
| ----------------------- | ------ | ------ | ------ | ------ | ------ | ------ | ------ | --------- | --------- | --------- | --------- | --------- | --------- | --------- |
| Őszi szezon (1–15.)     | 8      | 6      | 2      | 0      | 21–7   | +14    | 20     | 7         | 1         | 1         | 5         | 8–15      | –7        | 4         |
| Tavaszi szezon (16–30.) | 7      | 2      | 2      | 3      | 11–11  | 0      | 8      | 8         | 4         | 2         | 2         | 14–6      | +8        | 14        |
| Összesen (1–30.)        | 15     | 13     | 7      | 10     | 32–18  | +14    | 28     | 15        | 5         | 3         | 7         | 22–21     | +1        | 18        |

## Magyar kupa
Legjobb 64
| 3. forduló 2007. augusztus 29. 16:30 |

| Bonyhád Völgység LC                                          | 0 – 10              | Zalaegerszegi TE                                                        |
| ------------------------------------------------------------ | ------------------- | ----------------------------------------------------------------------- |
| Hosnyánszki 90' (öngól) 31' Vizdár 31' Mosonyi 52' Illés 74' | (0 – 5) Jegyzőkönyv | Lukács 9' 14' Pekič 10' Diawara 34' 36' 66' Tóth 59' Méyé 83' Vulin 87' |

| Nézőszám: ? Játékvezető: Ursprung Csaba (magyar) |

ZTE: Pogacsics – Máté , Miljatović, Polgár, Vulin – Lukács (Tóth Z.), Molnár B., Davidov (Meye), Koplárovics – Pekič (Tóth N.), Diawara
Harmadosztályú ellenfelével szemben fölényes győzelmet aratott a csapat.
Legjobb 32
| 4. forduló 2007. szeptember 26. 15:00 |

| DAC 1912 FC            | 2 – 1               | Zalaegerszegi TE                                       |
| ---------------------- | ------------------- | ------------------------------------------------------ |
| Présinger 27' Laki 54' | (1 – 0) Jegyzőkönyv | Máté 90+2' 90' Horváth 62' Davidov 73' Koplárovics 75' |

| Pápai úti pálya, Győr Nézőszám: 500 Játékvezető: Solymosi Péter (magyar) |

Integrál-DAC: Deli – Pásztor, Hegedűs, Szabadfi, Présinger – Czanik, Ludánszki, Galántai (Töltősi, 63.), Fleischhacker – Bali (Nagy T., 72.), Laki (Gál A., 82.)
ZTE: Pogacsics – Dudič, Máté, Polgár, Kottán – Simonfalvi (Fülöp), Horváth A., Lukács (Davidov), Koplárovics – Sági (Meye), Balázs
Alsóbb osztálybeli ellenfelével szemben meglepetésre vereséget szenvedett a csapat. A szépítő találatot a 92. percben Máté tizenegyesből lőtte. A korábbi évekhez hasonlóan így a ZTE hamar elbúcsúzott a Magyar Kupa küzdelmeitől.

## Ligakupa

### Őszi csoportkör (B csoport)
| 1. forduló 2007. augusztus 15. 19:00 |

| Kaposvári Rákóczi | 0 – 2               | Zalaegerszegi TE                 |
| ----------------- | ------------------- | -------------------------------- |
| Graszl 46'        | (0 – 1) Jegyzőkönyv | Lukács 29' Molnár 73' Kottán 70' |

| Rákóczi Stadion, Kaposvár Nézőszám: 800 Játékvezető: Bognár Tamás (magyar) |

Kaposvár: Kovács – Graszl K., Mező, Suljic, Tonković – Szakály, Androsics, Balogh, Bozović – Graszl N., Farkas
ZTE: Pogacsics – Simonfalvi, Kottán, Horváth, Rácz – Lukács, Molnár B. (Kütsön), Balogh, Majoros (Sági) – Molnár T., Balázs
Történetének első Ligakupa mérkőzésén a csapat a Kaposvár együttesével találkozott. A bajnoki mérkőzésekhez képest jelentősen megfiatalított gárda magabiztos győzelmet aratott, a hasonlóan átalakított ellenféllel szemben.
| 2. forduló 2007. augusztus 23. 20:30 |

| Zalaegerszegi TE                                           | 4 – 0               | BFC Siófok          |
| ---------------------------------------------------------- | ------------------- | ------------------- |
| Balázs 26' Molnár 67' Majoros 70' Horváth 79' 61' Sági 90' | (1 – 0) Jegyzőkönyv | Sütő 57' Kozmor 74' |

| ZTE Aréna, Zalaegerszeg Nézőszám: 800 Játékvezető: Solymosi Péter (magyar) |

ZTE: Pogacsics – Sámson, Balogh, Kádár, Rácz – Lukács (Sági), Horváth, Kottán (Bozsik), Majoros – Molnár T. (Fülöp), Balázs
| 3. forduló 2007. szeptember 9. 19:00 |

| Zalaegerszegi TE                  | 3 – 1               | Rákospalotai EAC                      |
| --------------------------------- | ------------------- | ------------------------------------- |
| Waltner 18' Méyé 28' Tóth 70' 73' | (2 – 1) Jegyzőkönyv | Nyerges 33' Pusztai 86' Kapcsos 90+2' |

| ZTE Aréna, Zalaegerszeg Nézőszám: 1 000 Játékvezető: Mészáros István (magyar) |

ZTE: Babalj – Dudić, Miljatović (Vulin), Polgár, Máté – Tóth Z., Molnár B., Tóth N., Koplárovics (Simonfalvi) – Waltner (Balázs Zs.), Meye
REAC: Szántai – Horváth G., Cseri, Kapcsos, Sallai (Nagy T.) – Kőhalmi (Madar Cs.), Erős, Polonkai, Virág A. – Torma (Pusztai), Nyerges
| 4. forduló 2007. szeptember 19. 16:00 |

| Rákospalotai EAC                             | 3 – 5               | Zalaegerszegi TE                                    |
| -------------------------------------------- | ------------------- | --------------------------------------------------- |
| Kőhalmi 14' Matondo 18' Délczeg 32' Kiss 40' | (3 – 0) Jegyzőkönyv | Diawara 47' 67' 58' Fülöp 60' Máté 68' 40' Sági 88' |

| Budai II László Stadion, Budapest Nézőszám: 200 Játékvezető: Andó-Szabó Sándor (magyar) |

REAC: Farkas B. – Kovács B., Pusztai, Rása, Horváth G. – Kőhalmi, Kiss T., Varga Z., (Matondo), Madar Cs. (Nagy D.) (Gasparik) – Délczeg, Nagy T.
ZTE: Pogacsics – Polgár, Botis, Kütsön (Sági), Rácz (Horváth) – Majoros, Máté, Simonfalvi (Fülöp), Lukács – Diawara, Balázs Zs.
3 gólos hátrányból felállva megtartotta veretlenségét a ZTE együttese a ligakupában.
| 5. forduló 2007. október 3. 18:00 |

| Zalaegerszegi TE     | 1 – 1               | Kaposvári Rákóczi                                |
| -------------------- | ------------------- | ------------------------------------------------ |
| Lukács 81' Botis 87' | (0 – 0) Jegyzőkönyv | Šuljić 77' Graszl 12' Tonković 66' Szakály 90+2′ |

| ZTE Aréna, Zalaegerszeg Nézőszám: 800 Játékvezető: Király Krisztián (magyar) |

ZTE: Pogacsics – Dudić, Botis, Balogh T., Kottán K. (Sámson) – Simonfalvi (Karakai), Horváth A. (Fülöp), Lukács T., Majoros – Sági, Balázs Zs.
Kaposvár: Kovács Zs. – Horváth R., Graszl K., Suljic, Tonkovics (Graszl N.) – Balogh L., Leandro da Silva, Szakály D., Farkas Zs. (Mező) – Bozsovics, Reszli
A már továbbjutott ZTE egy alacsony színvonalú mérkőzésen ért el döntetlent.
| 6. forduló 2007. október 10. 15:00 |

| BFC Siófok                             | 2 – 3               | Zalaegerszegi TE                                       |
| -------------------------------------- | ------------------- | ------------------------------------------------------ |
| Fülöp 78' 84' Forgács 23' Homonyik 63' | (0 – 1) Jegyzőkönyv | Sági 14' Simonfalvi 70' Balázs 86' Botis 54' Fülöp 82' |

| Révész Géza utcai stadion, Siófok Nézőszám: 100 Játékvezető: Erdős József (magyar) |

ZTE: Pogacsics – Sámson, Botis, Vulin (Kütsön), Rácz – Simonfalvi, Fülöp, Kottán, Balázs – Sági, Lukács (Zsömlye)
Siófok: Sánta – Ambrus, Kuttor, Forgács (Lipcsei), László – Homonyik, Tusori, Nagy L., Köntös (Kanta Sz.) – Gajda (Fülöp), Kozmor
Ezzel a győzelemmel bebiztosította veretlenül elért csoportgyőzelmét a ZTE. Következett az egyenes kieséses rendszer. Az október 12-én megtartott sorsolás a volt csoportbeli ellenfelet, a REAC gárdáját hozta ki a következő ellenfélként.
A B csoport végeredménye
| Csapat            | M | Gy | D | V | G+ | G– | Gk  | P  |
| ----------------- | - | -- | - | - | -- | -- | --- | -- |
| Zalaegerszegi TE  | 6 | 5  | 1 | 0 | 18 | 7  | +11 | 16 |
| REAC              | 6 | 2  | 2 | 2 | 14 | 12 | +2  | 8  |
| BFC Siófok        | 6 | 2  | 1 | 3 | 9  | 12 | –3  | 7  |
| Kaposvári Rákóczi | 6 | 0  | 2 | 4 | 6  | 16 | –10 | 2  |

### Őszi negyeddöntő
| Első mérkőzés 2007. október 17. 14:30 |

| Rákospalotai EAC                   | 0 – 2               | Zalaegerszegi TE                             |
| ---------------------------------- | ------------------- | -------------------------------------------- |
| Kovács 19' Kapcsos 37' Pusztai 54' | (0 – 1) Jegyzőkönyv | Pekič 28' Botis 71' 37' Vulin 27' Polgár 53' |

| Budai II László Stadion, Budapest Nézőszám: 200 Játékvezető: Veizer Roland (magyar) |

REAC: Farkas B. – Kovács B. (Horváth G.) Pusztai, Kapcsos, Virágh A. – Madar Cs. (Dinka, Gasparik), Rása, Kiss T., Nagy T. – Délczeg, Matondo
ZTE: Babalj - Dudić, Polgar, Botis, Vulin - Tóth Z., Máté P., Davidov (Lukács T.), Tóth N. – Pekić (Balázs Zs.), Koplárovics (Simonfalvi)
| Visszavágó 2007. október 27. 16:00 |

| Zalaegerszegi TE                               | 3 – 0               | Rákospalotai EAC              |
| ---------------------------------------------- | ------------------- | ----------------------------- |
| Balázs 14' 72' Lukács 53' Dudić 56' Polgár 82' | (1 – 0) Jegyzőkönyv | Erős 73' Pusztai 75′ Kiss 87' |

| ZTE Aréna, Zalaegerszeg Nézőszám: 800 Játékvezető: Király Krisztián (magyar) |

ZTE: Pogacsics – Dudić (Tóth Z.), Miljatović (Polgár), Vulin, Kádár T. – Simonfalvi (Meye), Máté, Davidov, Tóth N. – Lukács T., Balázs Zs.
REAC: Szántó – Dinka, Pusztai, Cseri (Horváth G.), Sallai – Kőhalmi (Kovács B.), Erős, Kapcsos, Virág A. – Polonkai – Délczeg (Kiss T.)
5-0-s összesítéssel magabiztosan jutott a ZTE a legjobb 4 közé.

### Őszi elődöntő
| 2007. október 31. 17:00 |

| Zalaegerszegi TE             | 2 – 1               | FC Fehérvár                                      |
| ---------------------------- | ------------------- | ------------------------------------------------ |
| Méyé 54' Botis 70' Vulin 71' | (0 – 1) Jegyzőkönyv | Sitku 38' 42' Dajić 59' Horváth 64' Csobánki 76' |

| ZTE Aréna, Zalaegerszeg Nézőszám: 800 Játékvezető: Kassai Viktor (magyar) |

ZTE: Babalj - Dudić, Botis, Vulin, Kádár (Polgár) – Tóth Z., Molnár B., (Máté), Davidov, Koplárovics - Meye, Pekić
Fehérvár: Sebők Zs. – Vadász, Koller, Horváth G., Mohl - Dvéri, Farkas B., Bozić, Csobánki - Sitku, Dajić
| 2007. november 14. 18:00 |

| FC Fehérvár                                                  | 3 – 1               | Zalaegerszegi TE                                 |
| ------------------------------------------------------------ | ------------------- | ------------------------------------------------ |
| Sitku 11' 70' Božić 90+2' Mészáros 26' Dajić 46' Horváth 76′ | (0 – 1) Jegyzőkönyv | Méyé 45' Botis 10' Kádár 11' Máté 11' Molnár 48' |

| Sóstói Stadion, Székesfehérvár Nézőszám: 152 Játékvezető: Andó-Szabó Sándor (magyar) |

Fehérvár: Sebők Zs. – Mészáros A. (Fehér Zs.), Koller, Horváth G., Mohl - Božić, Farkas B., Csobánki (Horváth Á.), Lattenstein (Disztl D.) - Sitku, Dajić
ZTE: Babalj - Dudić, Botis, Miljatovič, Vulin – Máté, Molnár B. (Lukács), Tóth N. (Kádár), Koplárovics (Davidov) - Meye, Pekić
4-3-as összesítéssel az FC Fehérvár jutott be a döntőbe.

### Tavaszi csoportkör (A csoport)
| 1. forduló 2007. december 1. 13:00 |

| Győri ETO            | 1 – 1               | Zalaegerszegi TE |
| -------------------- | ------------------- | ---------------- |
| Dudás 13' Granát 83' | (1 – 1) Jegyzőkönyv | Méyé 38'         |

| ETO Park, Győr Nézőszám: ? Játékvezető: Mészáros István (magyar) |

ZTE: Babalj - Dudić, Polgar (Miljatović), Botis, Vulin - Máté, Molnár B., Davidov (Koplárovics), Tóth N. - Meye, Pekić (Tóth Z.)
| 2. forduló 2007. december 5. 13:00 |

| Zalaegerszegi TE                                                   | 5 – 0               | FC Sopron             |
| ------------------------------------------------------------------ | ------------------- | --------------------- |
| Méyé 11' Pekič 34' Koplárovics 70' 78' Tóth 83' Máté 45' Vulin 62' | (2 – 0) Jegyzőkönyv | Takács 25′ Tchana 45' |

| ZTE Aréna, Zalaegerszeg Nézőszám: 300 Játékvezető: Pánczél Krisztián (magyar) |

ZTE: Pogacsics - Dudić, Miljatović, Botis, Vulin - Davidov (Simonfalvi), Máté, Tóth N., Koplárovics - Pekić (Balázs Zs.), Meye (Lukács T.)
- A mérkőzést törölték és 3–0-val a Zalaegerszegi TE-nek került jóváírásra.

| 3. forduló 2007. december 8. 13:00 |

| Zalaegerszegi TE                                                                            | 7 – 0               | FC Tatabánya          |
| ------------------------------------------------------------------------------------------- | ------------------- | --------------------- |
| Méyé 9' 46' Koplárovics 32' 38' Balázs 55' Lukács 71' Botis 88' 19' Tóth 17' Simonfalvi 77' | (3 – 0) Jegyzőkönyv | Kriston 22' Béres 55' |

| ZTE Aréna, Zalaegerszeg Nézőszám: 600 Játékvezető: Németh Ádám (magyar) |

ZTE: Pogacsics - Dudić (Simonfalvi 66), Miljatović, Botis, Rácz - Tóth Z., Davidov, Tóth N., Koplárovics (Horváth A.) - Meye (Lukács T.), Balázs Zs.
| 4. forduló 2008. február 16. 14:00 |

| FC Tatabánya                                                                           | 1 – 2               | Zalaegerszegi TE                              |
| -------------------------------------------------------------------------------------- | ------------------- | --------------------------------------------- |
| Vulin 11' (öngól) Almási 15' Balogh 44' Vámosi 45' Juan Pérez 72' Flores 79' Béres 82' | (0 – 1) Jegyzőkönyv | Koplárovics 59' Méyé 90' Zatara 20' Botis 50' |

| Városi Stadion, Tatabánya Játékvezető: Bognár Tamás (magyar) |

FC Tatabánya: Herbert - Balogh B., Dienes, Vámosi, Almási - Asztalos (Pérez), Lázár Zs., Balogh Z. (Flores), Megyesi - Szilágyi (Machuca), Béres
ZTE: Vlaszák - Máté P, Miljatović, Botis (Polgar), Vulin - Zatara (Tóth Z.), Molnár B., Davidov, Koplárovics - Meye, Balázs Zs.
| 5. forduló 2008. február 20. 14:00 |

| Zalaegerszegi TE    | 1 – 1               | Győri ETO  |
| ------------------- | ------------------- | ---------- |
| Fülöp 60' Sámson 8' | (0 – 1) Jegyzőkönyv | Kovács 30' |

| ZTE Aréna, Zalaegerszeg Játékvezető: Pánczél Krisztián (magyar) |

| 6. forduló 2008. február 27. |

| FC Sopron | 0 – 3               | Zalaegerszegi TE |
| --------- | ------------------- | ---------------- |
|           | (0 – 0) Jegyzőkönyv |                  |

| Káposztás utcai Stadion, Sopron |

- A mérkőzést törölték és 3–0-val a Zalaegerszegi TE-nek került jóváírásra.

Az A csoport végeredménye
| Csapat           | M | Gy | D | V | G+ | G– | Gk  | P  |
| ---------------- | - | -- | - | - | -- | -- | --- | -- |
| Zalaegerszegi TE | 6 | 4  | 2 | 0 | 19 | 3  | +16 | 14 |
| Győri ETO        | 6 | 4  | 2 | 0 | 16 | 6  | +10 | 14 |
| Tatabánya        | 6 | 1  | 0 | 5 | 7  | 19 | –12 | 3  |
| Sopron           | 0 | 0  | 0 | 0 | 0  | 0  | 0   | 01 |

- 1 A Sopront kizárták a ligakupa küzdelmeiből, mérkőzéseik 3–0-val az ellenfél javára kerültek jóváírásra.

### Tavaszi negyeddöntő
| Első mérkőzés 2008. március 5. 14:00 |

| BFC Siófok             | 2 – 0               | Zalaegerszegi TE |
| ---------------------- | ------------------- | ---------------- |
| Horváth 48' Bašara 84' | (0 – 0) Jegyzőkönyv | Rácz 90'         |

| Révész Géza utcai stadion, Siófok Nézőszám: 250 Játékvezető: Szilasi Szabolcs (magyar) |

BFC Siófok: Sánta – Miklósvári, Popovics, Gaman (Horváth B.), Sütő (Márton) – Joel – Bonifert (Horváth A.), Csopaki, Basara, Köntös – Gajda
ZTE: Pogacsics – Kocsárdi, Polgár, Németh P. (Papp G.), Rácz – Tóth Z., Horváth A., Bozsik, Fülöp – Sági (Zsömlye), Balázs Zs.
| Visszavágó 2008. március 12. 18:00 |

| Zalaegerszegi TE             | 0 – 0               | BFC Siófok |
| ---------------------------- | ------------------- | ---------- |
| Balázs 27' Tóth 45' Rácz 60' | (0 – 0) Jegyzőkönyv |            |

| ZTE Aréna, Zalaegerszeg Nézőszám: 500 Játékvezető: Bognár Tamás (magyar) |

ZTE: Pogacsics – Sámson (Sági), Balogh T., Polgar, Rácz – Tóth Z., Horváth A., Bozsik (Zsömlye), Kottán K. (Papp G.) – Fülöp T., Balázs Zs.
BFC Siófok: Sánta – Miklósvári, Popovics, Csóka (Márton, a szünetben), Köntös – Homonyik (Horváth A.), Basara, Sütő, Csopaki (Ludányi) – Gajda, Horváth B.

## Játékosstatisztikák

### Pályán töltött idő
| Név                 | Összes játszott perc | Kezdőcsapatban | Csereként | Összesen |
| ------------------- | -------------------- | -------------- | --------- | -------- |
| Máté Péter          | 2350                 | 26             | 0         | 26       |
| Milan Davidov       | 2168                 | 26             | 2         | 28       |
| Matej Miljatovič    | 2226                 | 25             | 0         | 25       |
| Molnár Balázs       | 1897                 | 22             | 1         | 23       |
| Waltner Róbert      | 1883                 | 21             | 1         | 22       |
| Lovre Vulin         | 1743                 | 20             | 1         | 21       |
| Koplárovics Béla    | 1721                 | 19             | 8         | 27       |
| Peter Polgár        | 1621                 | 19             | 2         | 21       |
| Roguy Meye          | 1501                 | 17             | 4         | 21       |
| Sorin Botis         | 1492                 | 17             | 0         | 17       |
| Djordje Babalj      | 1343                 | 15             | 0         | 15       |
| Damir Pekič         | 1268                 | 14             | 8         | 24       |
| Tóth Zoltán         | 1207                 | 13             | 7         | 20       |
| Vlaszák Géza        | 1132                 | 13             | 0         | 13       |
| Ivan Dudić          | 1051                 | 12             | 0         | 12       |
| Tóth Norbert        | 898                  | 9              | 5         | 14       |
| Kocsárdi Gergely    | 714                  | 7              | 3         | 10       |
| Imad Zatara         | 700                  | 8              | 4         | 12       |
| Kádár Tamás         | 611                  | 7              | 2         | 9        |
| Balázs Zsolt        | 373                  | 1              | 17        | 18       |
| Mahamadou Diawara   | 353                  | 3              | 5         | 8        |
| Lukács Tihamér      | 208                  | 2              | 6         | 8        |
| Pogacsics Krisztián | 150                  | 1              | 2         | 3        |
| Simonfalvi Gábor    | 105                  | 1              | 2         | 3        |
| Kovács Gergő        | 70                   | 1              | 0         | 1        |
| Ferkó Csaba         | 46                   | 1              | 0         | 1        |
| Majoros Árpád       | 20                   | 0              | 2         | 2        |
| Fülöp Tibor         | 8                    | 0              | 1         | 1        |
| Horváth András      | 4                    | 0              | 1         | 1        |

### Gólszerzők
| Roguy Méyé        | 10 | 2 | 8 | 20 |
| Waltner Róbert    | 18 | 0 | 1 | 19 |
| Koplárovics Béla  | 4  | 0 | 5 | 9  |
| Damir Pekič       | 5  | 1 | 2 | 8  |
| Balázs Zsolt      | 1  | 0 | 5 | 6  |
| Lukács Tihamér    | 0  | 2 | 4 | 6  |
| Mahamadou Diawara | 0  | 3 | 2 | 5  |
| Tóth Norbert      | 2  | 1 | 2 | 5  |
| Sorin Botis       | 1  | 0 | 3 | 4  |
| Tóth Zoltán       | 3  | 0 | 0 | 3  |
| Imad Zatara       | 3  | 0 | 0 | 3  |
| Fülöp Tibor       | 0  | 0 | 2 | 2  |
| Máté Péter        | 0  | 1 | 1 | 2  |
| Matej Miljatovič  | 2  | 0 | 0 | 2  |
| Molnár Tamás      | 0  | 0 | 2 | 2  |
| Sági Gábor        | 0  | 0 | 2 | 2  |
| Lovre Vulin       | 1  | 1 | 0 | 2  |
| Horváth András    | 0  | 0 | 1 | 1  |
| Kádár Tamás       | 1  | 0 | 0 | 1  |
| Majoros Árpád     | 0  | 0 | 1 | 1  |
| Simonfalvi Gábor  | 0  | 0 | 1 | 1  |

### Sárga és piros lapos figyelmeztetések
| Név              | Sárga lapok | Piros lapok |
| ---------------- | ----------- | ----------- |
| Ivan Dudić       | 3           | 1           |
| Lovre Vulin      | 9           | 0           |
| Máté Péter       | 7           | 0           |
| Matej Miljatovič | 7           | 0           |
| Molnár Balázs    | 7           | 0           |
| Roguy Meye       | 6           | 0           |
| Peter Polgár     | 5           | 0           |
| Sorin Botis      | 4           | 0           |
| Tóth Zoltán      | 4           | 0           |
| Milan Davidov    | 2           | 0           |
| Tóth Norbert     | 2           | 0           |
| Waltner Róbert   | 2           | 0           |
| Koplárovics Béla | 2           | 0           |
| Damir Pekič      | 1           | 0           |
| Vlaszák Géza     | 1           | 0           |
| Imad Zatara      | 1           | 0           |

## Változások a csapat keretében
| Érkezők - Mahamadou Diawara (Compiégne, francia) - Peter Polgár (Slovan Bratislava, szlovák) - Damir Pekič (NK Maribor, szlovén) - Lukács Tihamér (Pécsi MFC) - Lovre Vulin (Carl Zeiss Jena, német) - Matej Miljatović (Kickers Offenbach, német) - Ivan Dudić (FK Bezanija, szerb) - Tóth Norbert (REAC) - Roguy Meye (Mangasport, gaboni) - Majoros Árpád (Vasas) - Djordje Babalj (FK Vojvodina, szerb) - Milan Davidov (FK Vojvodina, szerb) - Imad Zatara (IF Brommapojkarna, svéd) - Kocsárdi Gergely (NK Nafta Lendava, szlovén) - Waltner Róbert (Al Dafra, EAE) – kölcsönből vissza - Vlaszák Géza (AÉL) | Távozók - Rajko Lekić (Esbjerg fB, dán) - Csóka Zsolt (SW Oberwart, osztrák) - Ivica Francišković (AEK Larnaca, ciprusi) - Darko Ljubojević (FK Laktasi, bosnyák) - Varga Zoltán (FC Sopron) - Ciprian Dianu (Dacia Mioveni, román) - Nagy Lajos (BFC Siófok) - Józsi György (Győri ETO) - Kocsárdi Gergely (Nafta Lendava, szlovén) - Kriston Attila (FC Tatabánya) - Ludánszki István (Integrál DAC) - kölcsönben - Juraj Dovičovič (MFK Ruzomberok, szlovák) - Besnik Ramadani (?) - Martin Lipcák (FC Neded, szlovák) - Waltner Róbert (Al Dafra, EAE) – kölcsönben - Majoros Árpád (Cracovia, lengyel) - Djordje Babalj (FK Vojvodina, szerb) - Lukács Tihamér (FC Vihren Sandanski, bolgár) - kölcsönben - Ivan Dudić (Újpest FC) - Kádár Tamás (Newcastle United, angol) - Tóth Norbert (Szombathelyi Haladás) - Mahamadou Diawara (?) |